# Ogok-myeon
Ogok-myeon (koreanska: 오곡면) är en socken i kommunen Gokseong-gun i provinsen Södra Jeolla i den södra delen av Sydkorea, 260 km söder om huvudstaden Seoul.